# 8114 Lafcadio
8114 Lafcadio è un asteroide della fascia principale. Scoperto nel 1996, presenta un'orbita caratterizzata da un semiasse maggiore pari a 2,3673011 UA e da un'eccentricità di 0,1213396, inclinata di 6,92249° rispetto all'eclittica.